# Hermen Hulst
Hermen Hulst (Zwolle, 10 maart 1971) is een Nederlandse computerspelontwikkelaar en ondernemer. Hij is medeoprichter van Guerrilla Games, bekend van de Killzone- en Horizon-series. In november 2019 werd hij benoemd tot hoofd van de Studio Business Group bij Sony Interactive Entertainment en kreeg hij de leiding over de studio's van Sony. In juni 2024 werd hij aangesteld als co-CEO van Sony Interactive Entertainment, een functie die hij in april 2025 neerlegde, waarna hij terugkeerde naar zijn eerdere positie.

## Biografie

### Jeugd
Hulst werd geboren in Zwolle, maar groeide op in Elburg, waar zijn ouders twee winkels in speelgoed en huishoudartikelen exploiteerde. Op jonge leeftijd ontwikkelde hij een interesse in computerspellen en bracht hij veel tijd door met het spelen op een Vectrex, een vroege spelcomputer die in de winkel van zijn moeder te vinden was.

### Studies en wereldreis
Hulst volgde van 1983 tot 1988 het vwo op het Lambert Franckens College in Elburg. Na het behalen van zijn diploma nam hij een sabbatical en maakte hij samen met een vriend een wereldreis. In Australië werkten ze op een tabaksplantage om schulden af te betalen.
Hulst studeerde vanaf 1990 technische bedrijfskunde aan de Universiteit Twente. In die tijd hospiteerde hij bij het studentenhuis van het dispuut Cnødde. Tijdens zijn studie nam hij deel aan een uitwisselingsprogramma in Californië, waar hij stage liep als marktonderzoeker bij Ubisoft. In 1996 studeerde hij af met een specialisatie in ‘interactieve televisie’.

### Vroege carrière
Na zijn afstuderen werkte Hermen Hulst kort als strategisch marketeer bij Philips. Daarna werkte Hulst van 1998 tot 2000 als consultant bij de werknemersvereniging VNO-NCW en bij Andersen Consulting. Ondanks zijn werkzaamheden in de consultingsector verlangde hij naar de creatieve mogelijkheden van de computerspelindustrie. Hij startte kortstondig een bedrijf dat concerten via internet uitzond, maar dit initiatief bleek niet succesvol.

### Guerrilla Games
In 2000 werd hij door het bedrijf Lost Boys uitgenodigd om hun nieuwe computerspeltak te leiden. Als Lost Boys in 2004 LBi wordt, verzelfstandigt Hulst de tak tot Guerrilla Games, nog voordat ze een compleet spel hadden uitgebracht. Hulst presenteerde een trailer van hun schietspel Killzone aan Sony, die onder de indruk waren en het spel bestelden voor de PlayStation 2. Het spel was een commercieel succes, waardoor in 2005 Guerilla Games werd overgenomen door Sony. Onder Sony groeide Guerrilla Games en het vervolg, Killzone 2, bracht meer dan 250 miljoen euro op. In 2011 speelde Hulst opnieuw een leidinggevende rol tijdens de ontwikkeling van Killzone 3 en presenteerde het spel op de E3. In 2013 was Hulst verantwoordelijk voor de lancering van Killzone: Shadow Fall voor de PlayStation 4, wat hij mocht presenteren in The Tonight Show van Jimmy Fallon.
Naast zijn werk bij Guerrilla studeerde Hulst van 2008 tot 2012 filosofie aan de Universiteit van Amsterdam. Hij volgde avondcolleges en studeerde cum laude af. Zijn motivatie om filosofie te studeren was niet om zijn carrièremogelijkheden te verbeteren, maar kwam voort uit persoonlijke interesse.
Later was Hulst ook betrokken bij de ontwikkeling van Horizon Zero Dawn, een nieuwe intellectuele eigendom die in 2017 werd uitgebracht en aanzienlijk succesvol bleek, met meer dan 10 miljoen verkochte exemplaren. In 2018 nam Hulst namens Guerrilla Games een BAFTA-prijs in ontvangst voor Horizon Zero Dawn. Met het succes van Horizon Zero Dawn liet Guerrilla Games de Killzone-serie achter zich. Hulst zag dit als een noodzakelijke stap om te groeien en te laten zien dat Guerrilla meer in zijn mars had dan alleen schietspellen.

### Sony PlayStation
Op 7 november 2019 werd Hulst benoemd tot 'Head of Worldwide Studios' binnen Sony Interactive Entertainment. Hij kreeg de leiding over alle veertien softwarehuizen van Sony in Europa, de Verenigde Staten en Japan, met op dat moment wereldwijd ongeveer 3000 medewerkers. Dit betekende dat Hulst niet langer alleen verantwoordelijk was voor Guerrilla Games, maar ook voor de productie van alle spellen die onder de vlag van Sony Worldwide Studios werden gemaakt.
In mei 2024 kondigde Sony aan dat Hulst, samen met Hideaki Nishino, Jim Ryan zou opvolgen als CEO van Sony Interactive Entertainment. Hideaki Nishino zal verantwoordelijk zijn voor de hardware-tak van het bedrijf, terwijl Hermen Hulst de Studio Business Group aanstuurt, die de computerspelstudio's en verfilmingen omvat. Deze nieuwe structuur markeert een wijziging ten opzichte van het eerdere model waarin één persoon de leiding had.
Hulst's tijd als leidinggevende binnen Sony kent zowel successen als tegenslagen. In zijn rol als Head of Worldwide Studios had hij invloed op de ontwikkeling van succesvolle titels zoals Spider-Man 2. Later, tijdens zijn co-leiderschap, boekte PlayStation successen met titels zoals Astro Bot. Deze periode bracht echter ook uitdagingen met zich mee. Het multiplayerspel Concord werd twee weken na de lancering stopgezet vanwege tegenvallende verkoopresultaten en een gebrek aan spelers, wat leidde tot de sluiting van Firewalk Studios. Rond dezelfde tijd werd ook Neon Koi gesloten, dat aan een mobiel actiespel werkte. Als gevolg hiervan gingen ongeveer 210 banen verloren. Daarnaast kwam de strategie rond live service-spellen onder druk te staan, waarbij onder andere een live service God of War-titel van Bluepoint Games en een project van Bend Studio werden geannuleerd.
Eind januari 2025 werd aangekondigd dat Hermen Hulst per 1 april 2025 zijn rol als co-CEO neerlegt en zijn functie als hoofd van de Studio Business Group bij Sony Interactive Entertainment hervat. In deze positie blijft hij verantwoordelijk voor first-party content en de aansturing van de interne spelstudio's, waarbij hij direct rapporteert aan Hideaki Nishino, die de enige CEO van het bedrijf wordt.

## Persoonlijk
Hulst is gescheiden en heeft één zoon. Tijdens de jeugd van zijn zoon was hij actief als coach van diens voetbalteam bij de Amsterdamse club AFC.